# Церковь Рождества Пресвятой Богородицы (Порхов)
Церковь Рождества Пресвятой Богородицы («Церковь Богородицкая») — недействующий православный храм в Порхове (Псковская область). Памятник архитектуры, объект культурного наследия России федерального значения.

## Описание

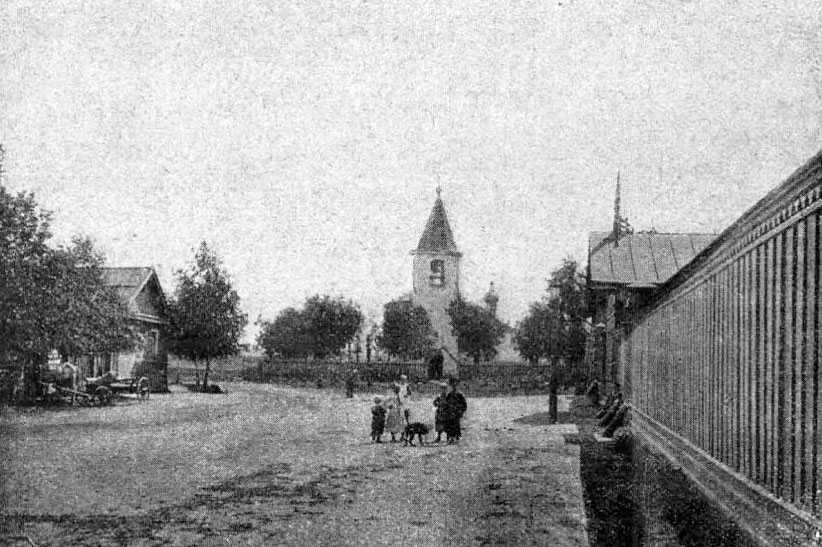
Церковь Рождества Пресвятой Богородицы, 1901 год

Церковь находится на левом берегу реки Шелони напротив Старого городища (первого места расположения Порховской крепости). Памятник древнего новгородского зодчества. Храм холодный, общая площадь 130 м² (18,5×7 м). Низкий по рельефу ленточный фундамент выложен из плит и валунов, материал стен — крупный известняковый плитняковый камень; стены оштукатурены. Каменный декор состоит из угловых лопаток с фрагментами арок трёхлопастного завершения и декоративных четвертей на внешних углах лопаток каменной части четверика. Всё кровельное покрытие — чёрная жесть. Крыша над четвериком высокая четырёхскатная, деревянная стропильная; над алтарём — гранёная; над притвором — двускатная; над южным приделом — односкатная; над алтарём придела — пологая посводная; над колокольней — высокий восьмигранный шатёр. Основной четверик бесстолпный, перекрытый сомкнутым сводом, относится к XV веку, а южный придел во имя святых Бориса и Глеба и восьмигранная двухъярусная колокольня над папертью пристроены в середине XVIII века. Четверик перестроен и утратил первоначальное завершение, но сохранил щелевидные оконные проемы, декоративную килевидную оконную нишку, двухуступчатую аркатуру первоначального трехлопастного завершения фасадов. Сохранилось кладбище при церкви.

## История

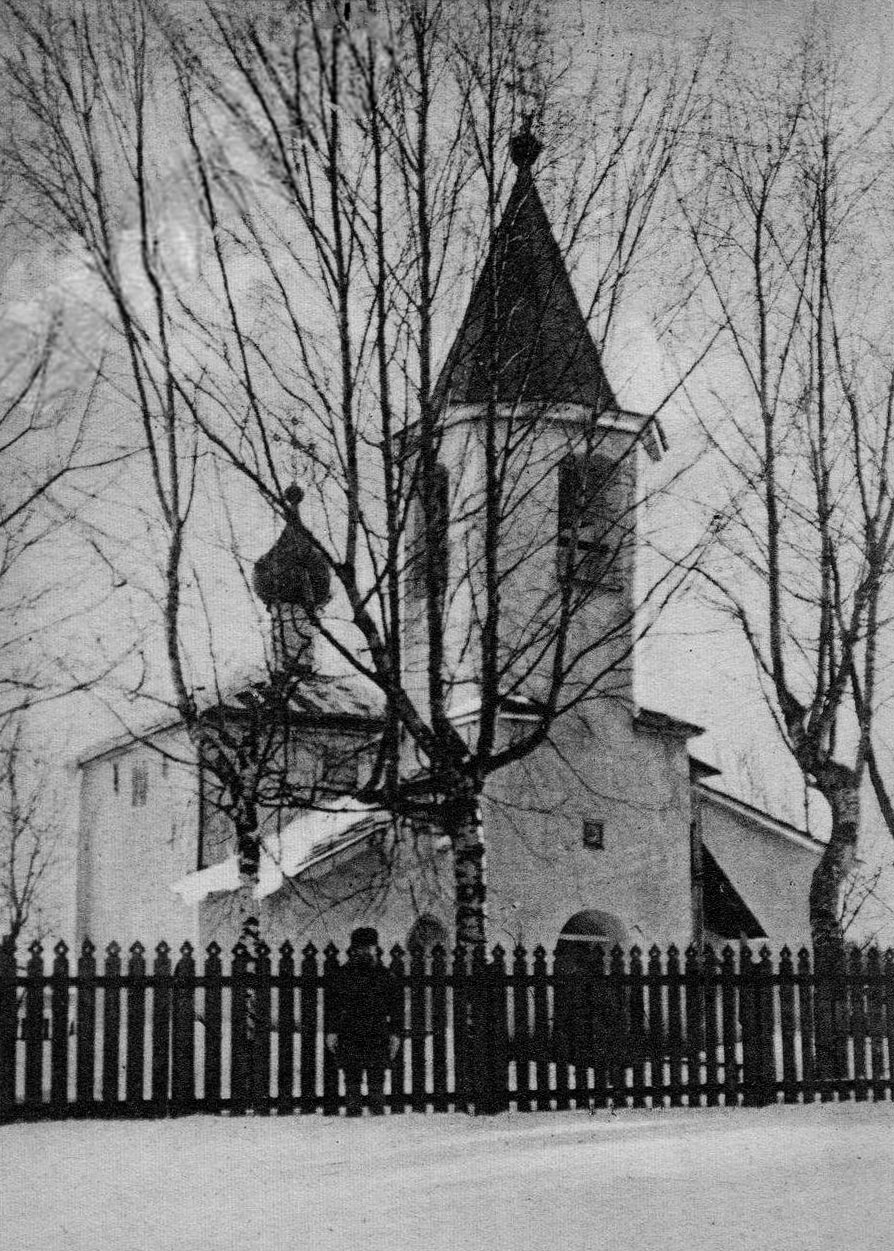
Церковь Рождества Пресвятой Богородицы, 1915 год

Согласно произведенным в 1992 году историком архитектуры Владимиром Седовым обследованию, натурному осмотру и обмерам церкви Рождества Богородицы в Порхове, храм мог быть сооружен на рубеже XIII - XIV веков.
На левом берегу Шелони находился Рождественский девичий монастырь, впервые упомянутый в описании Порховского окологородья 1584 года: «Рождества Пречистыя девичья монастыря, что у Порхова за посадом против старого городища». Церковь Рождества Пресвятой Богородицы являлась соборным храмом монастыря.
В середине XVIII века к церкви были пристроены придел во имя святых Бориса и Глеба и восьмигранная двухъярусная колокольня над папертью. На колокольне церкви было пять колоколов, три из них с надписями. На первом значилось: «Сей колокол по приказу С.-Петербургского купца Ивана Чиркина лит мастером Меэром. Стокгольм. Марта 1 дня 1747 года», позднее перенесен в Преображенскую церковь. Были еще два колокола со следующими надписями: «Вылит сей колокол 1759 г. августа 1 дня в Порховской девичий монастырь к церкви Рождества Богородицы… Семена Митрофанова сына Лаврова, усадища дунува вечное поминовение роду его… лил…» и чугунный с польской надписью «жена S. W. А. Ганна Сергиева Ковалевич. Костылянка справила году 1647», оба утрачены.
В ходе секуляризационной реформы 1764 года монастырь был упразднён Екатериной II, а храм обращен в простую церковь, приписанную к Спасо-Преображенской. Статус приходской церкви сохранялся вплоть до 1930 года, в предвоенные годы приход закрыли.
Во время Великой Отечественной войны в храме располагалась пожарная дружина. В 1960 году храм схематически обмерил Ю. В. Сусленников, но обмеры хранились в архиве Псковской реставрационной мастерской и не были опубликованы. В 1984-1986 годах под руководством искусствоведа Игоря Лагунина проведён реставрационный ремонт силами ГУП ГД «Псковреконструкция» с приспособлением под молодежный клуб. В 1992 году экспедиция Владимира Седова провела детальное обследование храма.

## Современность
С 1960 года церковь является объектом культурного наследия России федерального значения.
В 1990-е годы церковь Рождества Пресвятой Богородицы была вновь передана верующим, является приписной к храму Преображения Господня.
| - Церковь c дрона, 2018 год - Колокольня, 2018 год - Пристроенный в XVIII веке придел, 2014 год - Апсида и основной объём, 2011 год |